# لیک‌ساید (فلوریدا)
لیک‌ساید (به انگلیسی: Lakeside) یک حوزه سرشماری در ایالات متحده آمریکا است که در شهرستان کلی، فلوریدا واقع شده‌است. لیک‌ساید ۴۰٫۷ کیلومتر مربع مساحت و ۳۰٬۹۴۳ نفر جمعیت دارد و ۲۰ متر بالاتر از سطح دریا واقع شده‌است.